# Alexandre Ier (roi de Macédoine)
Pour les articles homonymes, voir Alexandre de Macédoine et Alexandre Ier.
Alexandre Ier (en grec ancien : Ἀλέξανδρος Α΄) dit le Philhellène (l'« Ami des Grecs »), né au VIe siècle av. J.-C. et mort en 454 av. J.-C., est un roi de Macédoine de la dynastie des Argéades qui règne de 498 à 454.

## Biographie

### Origines
Fils d'Amyntas Ier, il offre sa sœur Gygaéa (en) en mariage au général perse Bubarès (en). Il est évoqué à plusieurs reprises par Hérodote dans son récit des guerres médiques.

### Relation avec les Perses
Bien que vassal des Perses, il entretient de bonnes relations avec les Grecs (il est proxène des Athéniens), et leur fait plusieurs fois parvenir des renseignements. En fin stratège, il réussit à faire croire aux Perses qui envahissent la Grèce qu'il est leur allié, tout en vendant à Athènes le bois nécessaire à la construction de la flotte qui permet la victoire des Grecs à la bataille de Salamine. Il sert aussi d'intermédiaire entre les Grecs et les Perses, par exemple dans les négociations qui eurent lieu entre la bataille de Salamine et celle de Platées (479 av. J.-C.). Dans les jours précédant cette dernière, il donne à nouveau secrètement des informations aux Grecs tandis que son armée se trouve dans le camp perse.

### Relation avec les Grecs
Alexandre Ier manifeste un goût déclaré pour la culture hellénique, ce qui lui vaut son surnom de « philhellène » (en grec ancien : ὁ Φιλέλλην). Admirateur du grand poète lyrique Pindare, il l'attire à sa cour et lui offre de riches présents. Pindare compose en son honneur des chants dont il ne reste que deux fragments.
Bien que Macédonien, il est autorisé par les hellanodices à participer aux Jeux olympiques, ayant fait valoir les origines argiennes de sa famille, les Argéades.

## Famille

### Mariage et enfants
Avec une femme inconnue (nommée Antigone selon certaines sources), Alexandre Ier a eu plusieurs enfants :
- Perdiccas II, roi de Macédoine ;
- Philippe (de) (mort en 436 av. J.-C.), père d'Amyntas et Agérios tués en 428 av. J.-C. ;
- Alcétas II (tué en 448 av. J.-C. avec ses deux fils Alexandre et Agélaos) ;
- Ménélas (ca), peut être le père d'Amyntas II ;
- Amyntas, père d'Arrhidaios (le père d'Amyntas III) ;
- Stratonice (ca), qui épouse Seuthès Ier roi thrace des Odryses.

### Sources primaires
- Hérodote, Histoires [détail des éditions] [lire en ligne], V, 17, 22; VIII, 121,139, V, 19-21, VII 173-175, VIII 135-137, 140-144, IX 1,4,8.